# Gwara podhalańska
Gwara podhalańska – jedna z gwar dialektu małopolskiego, występująca na terenie Podhala. Spośród wszystkich gwar małopolskich najbardziej znana i najlepiej zachowana do dziś. Dzieli ona wiele cech wspólnych z innymi gwarami południowej Małopolski, np. z gwarą żywiecką czy sądecką. Najbardziej zbliżone do niej są sąsiednie gwary spiska i orawska. Gwara ta została spopularyzowana na przełomie XIX i XX wieku przez Kazimierza Przerwę-Tetmajera, który wydał cykl opowiadań pt. Na skalnym Podhalu.

## Słownictwo
- Słownictwo rodzime. Cechą charakterystyczną gwary podhalańskiej jest obecność w niej wielu wyrazów rodzimych, typowo podhalańskich. Są to m.in. takie wyrazy: ciupaga, wyzdajać (wymyślić, ułożyć, przygotować), złóbcoki (instrument podobny do skrzypiec), nomowiać (radzić komuś małżeństwo), kumoterki (ozdobne sanki), pytac (starszy człowiek pełniący funkcję osoby zapraszającej na wesele gości[1]) i wiele innych. Wyrazów właściwych gwarze Zakopanego jest znacznie więcej – tych rodzimych, jak i obcego pochodzenia. W języku górali podhalańskich znajdziemy wiele słów nazywających rzeczy poza górami nieistniejące: piorgi (piargi, usypiska skalne), pyrć (górska ścieżka), siklawa (wodospad górski), czy też nazywających czynności związane z pasterstwem i życiem ludzi gór: bacówka (szałas pasterski w górach), bryndza (ser owczy), koliba/kolyba (szałas), watra (ognisko pasterskie), zawaterniok (kłoda do podtrzymania ognia), dutki (pieniądze), dziedzina (wieś), moskol (placek z gotowanych ziemniaków i mąki), serdok (kożuszek barani bez rękawów), styrmać sié (wspinać się, wdrapywać) i wiele jeszcze innych wyrazów.
- Spotyka się wyrazy o tym samym lub podobnym brzmieniu, lecz innym znaczeniu niż w polszczyźnie ogólnej, np. ôbora – podwórko, pytać – prosić, siwy – niebieski.
- W niektórych przypadkach dotyczących życia gospodarczego słownictwo podhalańskie jest bogatsze (bardziej precyzyjne) niż język ogólnopolski. Przykłady: siano (= siano z pierwszego pokosu) i potrow (= siano z drugiego pokosu); watra (= ognisko pasterskie w szałasie) i ôgiyń (= ognisko w polu); honielnik/powara, juhas, baca (w kolejności: młody pomocnik pasterza, pasterz, kierownik pasterzy).
- W innych przypadkach słownictwo podhalańskie jest uboższe (mniej precyzyjne) niż język ogólnopolski, tzn. pewne wyrazy mogą mieć więcej znaczeń, np. wyraz zając oznacza zarówno zająca, jak i królika, zaś wyraz woda oznacza m.in. wodę (ogólnie), potok (woda idzié – potok płynie), a współcześnie także – dowolny napój butelkowany (kup jakomsik wode – kup jakiś napój).
- Stosunkowo liczne zapożyczenia z innych języków: niemieckiego: hamry (= kuźnie), węgierskiego: baca, juhas, słowackiego: frajér (= kochanek), hore (= w górę), heboj/hyboj (= chodź), pościyl (= łóżko). Szczególną grupą zapożyczeń jest słownictwo pochodzenia rumuńskiego, przyniesione pod Tatry przez wołoskich pasterzy w XIV, XV wieku (np. wspomniane już watra, bryndza).

## Gramatyka i słowotwórstwo
- Końcówka -ek; -ak w formach 1 osoby liczby pojedynczej czasu przeszłego (prawdopodobnie pozostałość aorystu sygmatycznego pierwszego, tj. jednego z czasów przeszłych obecnych w języku prasłowiańskim), np. miołek (= miałem).[2]
- Obecność honorowej liczby mnogiej (pluralis maiestaticus): zamiast wyrażenia Pan/Pani, zwłaszcza przy zwracaniu się do starszych osób: Dziadku, kaścié byli/był?, Babko, cościé robiyli/robiyła? (więcej informacji w dziale „Zwyczaje językowe”).
- Końcówka -me w 1 os. liczby mnogiej: robime.
- Różne specyficzne formy i konstrukcje gramatyczne, często archaiczne lub niekiedy pochodzenia słowackiego np. nie wiym ci pedzieć (nie potrafię ci powiedzieć), stoi przý Staskowi (= stoi przy Staszku), siadojze ku niemu (=siadaj przy nim), idym ku Hance (= idę do Hanki), jo tego nie naucony (= nie jestem do tego przyzwyczajony), podoł sié na Jyndrzka (=jest podobny do Jędrka tj. Andrzeja /o dziecku/), ô dwa tyźnia/tyźnié (= za dwa tygodnie), co tam u Helé, Bronié (=co tam u Heli, Broni); wróciył sié (z)zo granice (=wrócił z zagranicy), czy rzadka już konstrukcja byłek Frankowi na weselu.
- Różnice w odmianie czasowników lub forma zwrotna w miejsce ogólnopolskiej niezwrotnej np. miyrzać, miyrzali (= mierzyć, mierzyli, (słow. merať); wrócić sié (= wrócić).
- Końcówka -ować w miejsce ogólnopol. -ywać, charakterystyczna dawniej dla dialektów dla całej południowej Polski: podskakować, grować, ôbiycować (= podskakiwać, grywać, obiecywać), niekiedy w wymowie pochylona do -ówać bądź nawet -uwać (Spisz, Orawa).
- Niekiedy następuje wydłużenie formy czasownika, np. ôdkurzować, uwazować (1 os. lp: ôdkurzujym, uwazujym) (lit. odkurzać, uważać), końcówka -ować używana jest też do tworzenia form wielokrotnych (tzw. iteratywnych) np. chodzowoł (=chadzał, zwykł chodzić, często chodził), śpiywowoł (=ciągle śpiewał, por. ang used to sing).
- Szczątkowe występowanie czasownika być w czasie teraźniejszym. Czasownik ten jest zazwyczaj opuszczany, bądź zastępowany przez zaimek zwrotny se: Teroz jo juz w doma (= Jestem już w domu), Dyć jo nie taki głupi (= nie jestem taki głupi), uÓn starsý (= on jest starszy), jo se chłopiyc młody (= jestem młodym chłopcem), jo chudobno (= jestem biedna), my se starościny (= jesteśmy starościnami). Interesujące jest, że podobna sytuacja występuje w językach wschodniosłowiańskich. O ile czasownik być musi być z jakichś powodów użyty, przyjmuje formę je lub częściej jest w l. poj. oraz som w l. mn., np. jo jest młody = (jestem młody), my som na dole (= jesteśmy na dole). W czasach przeszłym i przyszłym czasownik być występuje regularnie, np. jo był (dawniej béł)/byłek w Mieścié na jarmaku (= byłem w Nowym Targu na jarmarku/targu), bedziyme robić, kie sié cas zwyrtnié/ôdmiyni (= będziemy pracować, kiedy poprawi się pogoda).
- Spotyka się formę jest ale tylko w znaczeniu istnieje, istnieją podobnie jak w języku rosyjskim, np. Jes (jé) hań kolibecka wyrombano w skalé; (Jes) Som ta jakie grzýby w lesié? – Jest (tu odpowiedź jest oznacza są).
- Niekiedy forma jest jest używana dla podkreślenia rzadko stosowanego czasownika być, np. Stasek jest jé mondry chłop (= Staszek naprawdę jest mądrym człowiekiem), Som jest skarby sowane w holak (= Są skarby schowane w górach).
- Zaimek ty przyjmuje dopełniacz i biernik Tobié np. jo tobié nie widzym (= ja ciebie nie widzę).
- Formy z przedrostkiem choć- (wymawianym chuoć lub upraszczanym do chuoj) zastępującym ogólnopolski przyrostek -kolwiek: choćkié (= kiedykolwiek), chojco (choć-co = cokolwiek), chojto, choćfto (choć-kto = ktokolwiek), choćka, choćkany (= gdziekolwiek).
- Partykuła nie przy czasownikach móc i mieć przyjmuje postać ni, np. ni mogym, ni mom, ni miołek („nie miałem”). To samo dotyczy zwrotu ni ma w znaczeniu „nie ma czegoś, brak jest”, np. béła wojna, ale juz jyj ni ma. Zwrot ni ma w tym znaczeniu odróżnia się od formy ni mo w znaczeniu „on nie ma” np. Jasiyk ni mo casu.

## Fonetyka
- Mazurzenie, tj. wymowa spółgłosek „sz” jako „s”, „cz” jako „c” i „ż” jako „z”.
- Fonetyka międzywyrazowa udźwięczniająca, tj. wymowa typu nieg idzié, cýź nie wiedzioł? (= czyś nie wiedział?), nidz nie godoł (= nic nie mówił), w zapisie zjawisko pomijane (niek idzié, cýś nie wiedzioł, etc.).
- Spółgłoska „rz” zachowuje swoje brzmienie lub niekiedy przechodzi w „r” np. rucać (= rzucać), bier! (=bierz!), wiyrba (=wierzba). Dawniej była ona wymawiana jako tzw. „rz” frykatywne (z lekkim „r” w tle) podobnie jak współcześnie w języku czeskim (znak ř), np. za drżewsýk casów.
- Wymowa wygłosowej spółgłoski „ch” jako „k”.
- Wymowa spółgłoski „k” przed przedniojęzykowo-zębową „t” jako „f”: ftory (=który); w piśmie stosuje się zależnie od autora albo zapis ftory, albo też wtory.
- Tzw. archaizm podhalański, czyli wymowa typu: c'isty, z'icie, chłopc'i, s'ićko (=wszystko). Czasem używa się w tym miejscu litery ỳ, bądź ý, pozwala to na większą czytelność i dowolność przy odczytywaniu tekstu zarówno przez osoby będące z Podhala jak i nie mówiące z tym archaizmem (można zignorować wtedy ten znak). Używanie tego znaku sugerował A. Stopka w swojej książce Sabała, wydanej w 1897 r. Cecha ta odróżnia gwarę podhalańską od spiskiej i orawskiej. U młodego pokolenia cecha ta szybko zanika.
- Grupa i + ł = ył .Taką realizację owej grupy spotyka się w gwarze najczęściej: piyła (= piła), robiyła (= robiła), nosiyła (= nosiła), potrefiył (= potrafił). Jest też możliwa realizacja i + ł = iéł, np. robiéła, nosiéła, potrafiéła, jeżeli przed grupą i+ł występuje głoska l, wówczas i zmienia się na y, bądź é, np. spalił – spolył / spoléł.
- Podwyższenie artykulacyjne wymowy samogłoski „e” do „y” w niektórych pozycjach np. syr, biyda, oznaczane na piśmie przez „y” bądź „é” (przez niektórych znak akcentu jest pomijany).
- Podwyższenie artykulacyjne wymowy samogłoski „a” do „o”, np. mom, godom w pozycjach kontynuujących dawne długie „ā”. W dawniejszych zapisach oznaczane przez „á”, obecnie zwykle przez „o” z racji pełnego upodobnienia fonetycznego do typowego "o". Samogłoska ta nie podlega labializacji (tj. wstawieniu krótkiego „u”) w przeciwieństwie do zwykłego, historycznego „o”, np. kuosulka („koszulka”) ale kora / kára („kara”), w odróżnieniu do słowa kora /wym kuora/ („kora drzewa”).
- Akcent inicjalny np. dziywcýnka, także w złożeniach z przyimkiem oraz partykułą nie, np. na pościyli (tzn. „na łóżku”), nie widzym. Akcent ten może być reliktem staropolskim (zob. akcent w języku polskim) bądź wpływem słowackim.
- Labializacja i dyftongizacja samogłoski nagłosowego i śródgłosowego „o”. Zapisywana jest dwoma sposobami: uo lub używając znaku ô (np. książka Róźnie tô na tym bôzým świecie. Bukôwiańskie godki pod redakcją Krzysztofa Kudłaciaka). Profesor J. Kąś w swojej publikacji Ilustrowany leksykon gwary i kultury podhalańskiej rezygnuje całkowicie z zaznaczania labializacji, natomiast internauci skupieni wokół facebookowego fanpage'a Gwara Góralsko Skolnego Podholo oraz grupy Jako be po góralsku? stosują zasadę zaznaczania tylko labializacji nagłosowej przy użyciu znaku ô. W internecie można również natknąć się na zapis ło, szczególnie w komentarzach na portalach społecznościowych.
- Zachowana dawna wymowa ó (głoska pomiędzy o/u): wyraz wrócić brzmi inaczej niż wrucić (= wrzucić). Jest to archaizm, dawniej taka sytuacja występowała w języku ogólnopolskim.
- Specyficzna, dźwięczna w pewnych pozycjach wymowa zarówno głoski h jak też ch; artykulacja tej głoski jest dość słaba: gwarowe chodzili brzmi hodziyli lub prawie jak uodziyli, zapisywane jednak zgodnie z polską ortografią przez ch: chodziyli.
- Starsze pokolenie zachowuje jeszcze ł przedniojęzykowe (cłowiyk brzmi prawie jak clowiyk).
- Również u najstarszego pokolenia można usłyszeć miękkie „l” przed samogłoską „e” np. w skalie (= w skale), ta sama głoska w języku słowackim zapisywana jest przez literę ľ .

## Zwyczaje językowe
W gwarze podhalańskiej funkcjonował do niedawna tradycyjny system zwrotów grzecznościowych, wywodzący się z tradycji chrześcijańskich i staropolskich:
- Pozdrowienie osoby przychodzącej do cudzego domu: Niek bedzié pokwolony (Jezus Krystus), na co odpowiada się Na wieki wieków.
- Osoba wychodząca żegna się słowami Ôstońcié z Bogiém, na co odpowiada się Boze prowodź / Boze Cié prowodź / Boze Wos prowodź.
- Osobę wykonującą jakąś pracę, szczególnie w polu, należy pozdrowić słowami Scyńś(ć) Boze, na co odpowiada się Dej Boze/Dej Panié Boze.
- Podziękowanie można wyrazić słowami Bóg Wom zapłoć, Boze Ci zapłoć itp.
- Do osób starszych zwraca się w drugiej osobie liczby mnogiej, np. Kaz to idziécié? (= gdzie pan/pani idzie?). W czasie przeszłym można powiedzieć Cýścié słysoł?/Słysoł ześcié? albo Cýścié słyseli?/Słyseli ześcié? (obie formy oznaczają czy pan słyszał, przy czym druga może też oznaczać liczbę mnogą czy słyszeliście?). Zwyczaj ten w zasadzie przetrwał do dziś, choć niekiedy używa się w gwarze formy Pon, Panié dla podkreślenia dystansu i oficjalności sytuacji np. w stosunku do przyjezdnych, albo np. w urzędzie.
- Również w liczbie mnogiej (przez wy) zwracają się dzieci do rodziców i dziadków. Zwyczaj ten utrzymuje się do dziś, choć coraz więcej dzieci używa formy ty.
- Podobnie przez wy zwracają się zięciowie i synowe do teściów; nie przyjął się tu ogólnopolski zwyczaj mówienia mamo i tato.
- W rozmowach raczej nie używa się nazwisk, lecz imion w odpowiedniej do statusu (zdrobnionej lub pełnej) formie, np. Słuchojze Józuś ale Słuchojciéz Józefié/Józku. Ten ostatni zwrot jest półoficjalny – w celu pełnego podkreślenia szacunku do osób starszych raczej nie używa się imion w ogóle np. Wiycié co, przýsełek sié Wos cosi spytać. Spotyka się też (choć coraz rzadziej) zwroty krzesnyôjce (war. krzesnoôjce) / krzesnomatko / ujku / ciotko / swoku (bardzo stary zwrot) używane w znaczeniu proszę Pana / proszę Pani.
- W rozmowach dotyczących na przykład sąsiadów lub znajomych też nie używa się nazwisk, ale przywołując w rozmowie daną osobę powie się Józek od Bani/Banié zamiast Józef Bania, Franek Józków – Franek, syn Józefa.
- Używa się czasami zwrotów Dobre rano, Dobre połednié, Dobry dziyń. Można zobaczyć tutaj analogiczną konstrukcję do słowackich form: dobré ráno, dobrý deň.

Obecnie opisane zwyczaje zanikają na rzecz ogólnopolskich (choć wymawianych z gwarową intonacją) Dziyń dobry, Do widzynio, Dobranoc, czy młodzieżowego No to na razié.

## Nadużywanie i błędy
Ze względu na dużą popularność gwara podhalańska często pojawia się w sztuce, w szczególności w filmie, kabarecie i piosence, a ostatnio także w reklamie. Częstokroć jednak używany język bądź w ogóle nie przypomina gwary bądź też obecne są w nim znaczne odstępstwa od faktycznej postaci gwary. Do najczęściej spotykanych należą:
- Mazurzenie rz np. psysed zamiast przýsed lub przýseł.
- Zamiana na o etymologicznie krótkiego a np. (!) śpiywoć zamiast śpiywać.
- Wymowa pikny, śnig, mliko zamiast piykny, śniyg, mlyko.
- Tendencja do zakończania każdego zdania słowem hej. W rzeczywistości słowo to (w formie hej lub ej) używane jest częściej na początku frazy, szczególnie w śpiewkach (pieśniach) np. ej, podźmez juz du domu. Jedynie w niektórych miejscowościach, podobnie jak w języku słowackim, używa się (i to niekiedy) hej w znaczeniu „tak”, np. w zdaniu Przýdziys jutro, hej? – Hej, przýdym.
- Utożsamianie każdego górala z „bacą”.

Odrębna sprawa dotyczy używania gwary przez samych Górali Podhalańskich. We współczesnym piśmiennictwie podhalańskim, w audycjach radiowych, ale także w mowie spotyka się widoczne nasycenie gwary elementami polszczyzny literackiej:
- Pod wpływem języka literackiego: pytome na posiady, ftore ôdbedom sié we cwortek ô godzinié sesnostyj.
- Pierwotna forma gwarowa: pytome na posiady, co bedom we cwortek ô cwortyj po połedniu.

Prawdopodobnie w dawnej gwarze podhalańskiej nikt nie podawałby daty i godziny, a zdanie takie brzmiałoby:
- E dy przýdźciéz choćkié ku nom na jakié posiady, coby my sié tyz krapke (kapke) uweselyli. (Dosł. „Hej, przyjdźcie kiedyś do nas na jakieś posiady, żebyśmy się też troszkę rozweselili.”)